# Wanapitei Lake
Der Wanapitei Lake (französisch Lac Wanapitei) ist ein Kratersee in der kanadischen Provinz Ontario.

## Lage
Der Wanapitei Lake befindet sich 30 km nordnordöstlich von Greater Sudbury. Der 267 m hoch gelegene See hat einen Durchmesser von etwa 11 km. Der Wanapitei River durchfließt den See in südlicher Richtung. Am Nordufer befindet sich der Wanapitei Provincial Park.

## Einschlagkrater
Sein Krater entstand vor etwa 37 Millionen Jahren durch den Einschlag eines Asteroiden. Der überflutete Einschlagkrater liegt in der Nähe des Sudbury-Beckens, das vor 1,8 Milliarden Jahren ebenfalls durch einen Asteroiden geschaffen wurde.